# Eulalia smitinandiana
Eulalia smitinandiana är en gräsart som beskrevs av Norman Loftus Bor. Eulalia smitinandiana ingår i släktet Eulalia och familjen gräs. Inga underarter finns listade i Catalogue of Life.